# منتخب إنجلترا تحت 19 سنة لكرة السلة
منتخب إنجلترا الوطني لكرة السلة تحت 19 سنة (بالإنجليزية: England national under-19 basketball team)‏ هو ممثل المملكة المتحدة الرسمي في المنافسات الدولية في كرة السلة .